# Tejo (canhoneira 1868)
A canhoneira Tejo foi um navio de guerra, construído no Arsenal da Marinha em 1868 e entrou ao serviço da Marinha Portuguesa desde 1869 até ao seu desarmamento em 1898 e seguido descomissionamento em 1900. Era uma canhoneira de 2 mastros de velas e um motor a vapor. Durante o seu tempo de serviço fez várias missões de soberania,cartografia e delimitação fronteiriça na Ásia e nas Colónias Portuguesas.

## História

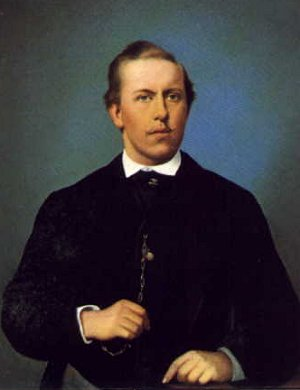
D.Luis I

Foi no Reinado de Luis I que foi encomendado ao Arsenal da Marinha a construção de três canhoneiras idênticas entre si(Tejo,Douro e Quanza).
A canhoneira Tejo foi construída em 1868 e entrou ao serviço da Marinha Portuguesa em 1869. Participou em várias missões em África, principalmente em Angola e Moçambique e parte notória do seu serviço foi na Ásia Oriental.
Fez missões no Cantão, Sião e Hong Kong. Wenceslau de Moraes esteve inclusive nesta embarcação de 1889 a 1891 aquando a missão em Macau que durou aproximadamente quatro anos. Em 1888, constava juntamente com as outras canhoneiras na Esquadra Naval na China.
As canhoneiras e lanchas-canhoneiras constituíam na altura o cerne do que era chamada a "Marinha do Império", representando cerca de dois terços dos navios combatentes da Marinha Portuguesa entre as décadas de 1880 e de 1920.[carece de fontes?]
Aquando o Reinado de Carlos I,devido ao plano de reequipamento e atualização da Marinha Portuguesa, a embarcação acabou por ser desarmada em 1898 e efetivamente descomissionada em 1900.

## Especificações
A Canhoneira Tejo era impelida por dois mastros de velas conjuntamente com um motor a vapor "Compound" inglês de 550 cavalos de potência e que podia atingir as 10 milhas por hora(8,69 nós).
Era constituída por uma tripulação de aproximadamente 100 indivíduos e possuía três bocas de fogo todas de 150 mm que pesavam quatro toneladas,cada.
Tinha de boca 8,20 metros e de comprimento 47,20 metros, pesava 587 toneladas no total.